# コビトジャコウネズミ
コビトジャコウネズミ(Etruscan Shrew)は、真無盲腸目トガリネズミ科ジャコウネズミ属に分類される哺乳類である。
トウキョウトガリネズミ等と並び、知られている中で最も体重の小さい哺乳類であり、わずか2g程度しかない。ただし、頭蓋骨の大きさが最も小さいのはキティブタバナコウモリである。この種の成体で最も小さいものは、体重1.3g、体長36mmである。鼻の先から尾の付け根までは約60mmであり、尾は約40mmである。寿命は約15か月である。コビトジャコウネズミは南アジア、南ヨーロッパの森林や低木の茂みに棲息し、昆虫を主食とする。心拍数は平均体重0.0024gあたり835bpmという計算から推測されるよりも若干速く、1秒間あたり14回である。体重に占める脳の重さの割合は全ての動物の中で最も大きく、ヒトすらも凌ぐ。